# 柳状金合欢
柳状金合欢是豆科金合欢属乔木或灌木，原产澳大利亚北领地与昆士兰。其树皮栓质多裂，枝条柔软下垂如柳树。